# 亞布拉尼察冰川

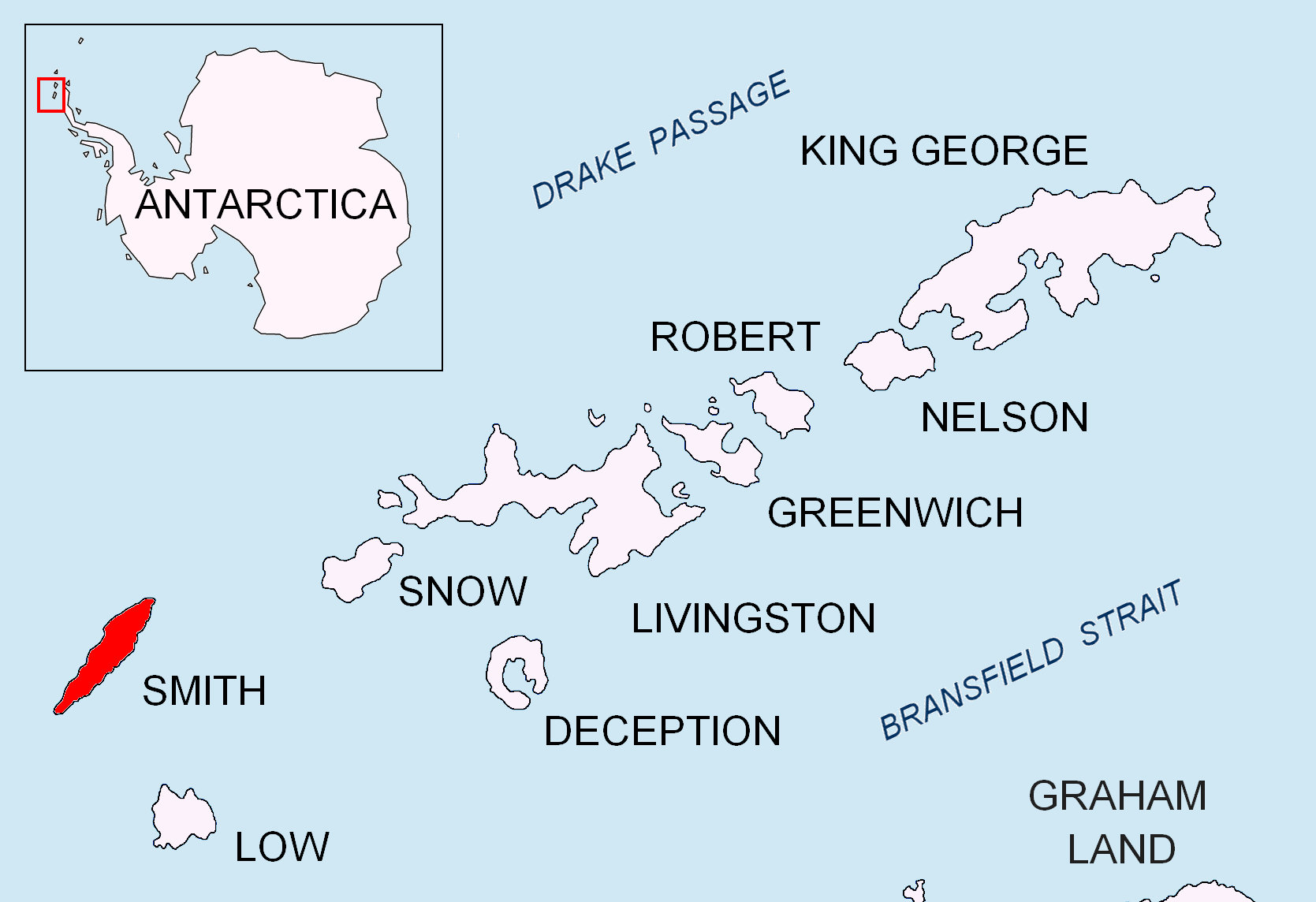

亞布拉尼察冰川是南極洲的冰川，位於南設得蘭群島的史密斯島，全長1.8公里，流經伊梅昂山脈西北坡，該冰川以保加利亞北部城鎮命名。
62°56′47″S 62°31′02″W / 62.94639°S 62.51722°W

## 外部連結
- SCAR Composite Antarctic Gazetteer（页面存档备份，存于）